# Vanga écorcheur
Vanga curvirostris
Genre
Espèce
Statut de conservation UICN

 LC  : Préoccupation mineure
Le Vanga écorcheur (Vanga curvirostris) est une espèce de passereau appartenant à la famille des Vangidae. Cette espèce est monotypique dans le genre Vanga.

## Description
Il est noir et blanc, de taille intermédiaire entre l'Artamie à tête blanche et la Falculie mantelée.
Le Vanga écorcheur mesure de 25 à 29 cm.

## Sous-espèces
Le Vanga écorcheur est représenté par deux sous-espèces :
- curvirostris ;
- cetera au bec plus long (27 à 30 mm) et moins épais, par le noir de la tête qui se limite à l'arrière de celle-ci et par un collier nucal blanc plus large.

### Source
- Langrand O. (1995) Guide des Oiseaux de Madagascar. Delachaux & Niestlé, Lausanne, Paris, 415 p.